# Sonotrella willemsei
Sonotrella willemsei är en insektsart som först beskrevs av Lucien Chopard 1925.  Sonotrella willemsei ingår i släktet Sonotrella och familjen syrsor. Inga underarter finns listade i Catalogue of Life.